# Salim al-Zaanoun
Salim al-Zaanoun (سليم الزعنون, Salim al-Zaʿnun), né le 28 décembre 1933 à Gaza (Palestine mandataire) et mort le 14 décembre 2022 à Amman (Jordanie), est un homme politique palestinien.
Il est le porte-parole du Conseil national palestinien, poste qu'il a occupé en 1993. Il est également un des membres fondateurs du comité central du Fatah depuis 1968. Il est aussi membre de l'Union Inter-Parlementaire Arabe.

## Biographie
Cette section est traduite de l'article en anglais Salim Zanoun.
Il a commencé des études de droit à l'Université du Caire en 1955. Il a obtenu un diplôme en droit en 1957, et en économie et politique l'année suivante. Il a été élu à l'unanimité à la présidence du CNP en 1996, lors de la 21e session qui s'est tenue à Gaza. En février 2022, il a été remplacé par Rawhi Fattouh. Il a assumé la présidence tournante du Parlement arabe lors de son 16e congrès en mars 2010.